# Oksan Seowon, Gyeongju
Oksan Seowon là một seowon (tổ chức giáo dục tư nhân ở Hàn Quốc có chức năng như học viện và đền thờ Khổng Tử) nằm tại Oksan-ri thuộc thị trấn Angang, thành phố Gyeongju, tỉnh Gyeongsang Bắc, Hàn Quốc. Nó được thành lập bởi Lý Tề Mẫn, một học giả Nho giáo địa phương vào năm 1572 dưới thời kỳ của Triều Tiên Tuyên Tổ nhằm tưởng nhớ thành tích học tập và đức hạnh của học giả và chính trị gia Nho giáo Lý Ngạn Địch (1491–1553).